# Краківщина
Кра́ківщина — село в Україні, у Житомирському районі Житомирської області. Входить до складу Брусилівської селищної громади. Населення становить 115 осіб.
Точна дата заснування не встановлена. Вперше згадується у документах кінця XVIII століття. Однак село могло існувати ще наприкінці XVII — на початку XVIII століття.

## Назва села
За розповідями старожилів, після завершення козацьких війн село заселялося польськими поміщиками. Один із них видобував ракушняк і возив його у Краків, за що пана називали Краковським, а місце видобутку ракушняка — Краківщиною. Інша версія пояснює походження назви така: місцина, де був ракушняк, звалася Раківщина. От від поєднання прізвища пана Краковського та Раківщини і могла утворитися сучасна назва села.

## Відомі постаті
Курко Віталій Сергійович (1941—1999) — український хірург.